# Національна академія Служби безпеки України
Націона́льна акаде́мія Слу́жби безпе́ки Украї́ни — вищий військовий навчальний заклад України з підготовки кадрів для Служби безпеки України.

## Історія
27 січня 1992 року, було створено Інститут підготовки кадрів Служби безпеки України, з 17 листопада 1995 року — Академія Служби безпеки України, а з серпня 1999 року — Національна академія Служби безпеки України. 
Національна академія Служби безпеки України готує вузькопрофільних контррозвідників, філологів-перекладачів та фахівців у сфері інформаційної безпеки для української спецслужби. Це єдиний в Україні вищий навчальний заклад такого спрямування.
Курсанти і студенти вчаться протидіяти не лише наявним, але й потенційним загрозам національній безпеці.
Академія розробила унікальну програму навчання, в якій поєднано юридичну, спеціальну, філологічну (12 іноземних мов) підготовку. Серед актуальних спеціальностей – «державна безпека», «кіберзахист», «право», «філологія».
Вищий навчальний заклад має потужний науковий блок. Фахівці досліджують світові практики захисту національної державності та боротьби з тероризмом, забезпечення інформаційної безпеки, протидії розвідувально-підривній діяльності. 
В Академії функціонують:
- Навчально-науковий гуманітарний інститут
- Навчально-науковий інститут державної безпеки
- Навчально-науковий інститут інформаційної безпеки та стратегічних комунікацій

Чимало випускників Академії очолюють підрозділи Служби чи інших правоохоронних органів.  

## Напрямки навчання
Навчання курсантів проводиться на базі повної загальної середньої освіти протягом 5 років за спеціальностями:
- "Державна безпека" (контррозвідувальна діяльність у сфері забезпечення державної безпеки);
- "Національна безпека (кіберзахист, забезпечення державної безпеки в інформаційній сфері)"
- "Філологія"  (переклад у сфері забезпечення державної безпеки).

Курсанти, які успішно завершили навчання, отримують військове звання "лейтенант" та продовжують військову службу в органах та підрозділах Служби безпеки України. 
Академія СБУ також забезпечує професійну підготовку співробітників української спецслужби.
Перепідготовка оперативних співробітників
Молоді співробітники Служби після завершення цивільних ЗВО чи вищих військових навчальних закладів в обов’язковому порядку направляються в Академію на шестимісячні курси перепідготовки.
За період навчання вони вивчають нормативно-правову базу, яка регулює діяльність підрозділів спецслужби, опановують базові спеціальні знання та навики, необхідні для оперативної роботи.
Підвищення кваліфікації
Академія СБУ забезпечує безперервну освіту співробітників Служби. Для потреб особового складу Служби пропонується понад 100 навчальних потоків за всіма напрямами оперативно-службової діяльності СБУ.
Серед найпопулярніших:
Курси ОSІNТ
- Війна Росії проти України – це не лише бойові дії на Сході України, а й постійні масовані інформаційні та кібератаки проросійських ботоферм українського та міжнародного інформпростору.  Open Source Intelligence (ОSІNТ) – це розвідка за відкритими даними. На цих курсах співробітники СБУ відпрацьовують на практиці ОSІNТ-техніки та інструментарій із пошуку інформації з відкритих джерел, перевірки достовірності даних та розвінчування фейків.  Курси зі стратегічних комунікацій
- Академія СБУ стала першим в Україні майданчиком, де з 2016 року впровадили систему навчальних курсів зі стратегічних комунікацій із залученням найавторитетніших експертів. Підготовку інформаційних антикілерів проводять провідні філологи, журналісти, політологи, психологи, дипломати та юристи.  Курси спрямовані на реалізацію Дорожньої карти Партнерства у сфері стратегічних комунікацій між РНБО України та Міжнародним секретаріатом НАТО.
- Підготовка поліграфологів  Академія СБУ стала першим вищим навчальним закладом у державі, який у 2012 році отримав ліцензію МОН України на підготовку експертів-поліграфологів.  Для опанування майбутніми поліграфологами всіх необхідних умінь і навиків відкрито спеціально обладнаний клас із мультимедійним інтерактивним комплексом. Викладають на курсі кращі поліграфологи країни. Програма навчання включає заняття з психології, психофізіології, права, а також практичне відпрацювання застосування «детектора брехні».  Наприкінці курсу слухачі складають комплексний екзамен та отримують свідоцтво державного зразка.  Важливо! Академія готує фахівців із поліграфних досліджень не лише для СБУ, а й для інших державних органів і правоохоронних структур.
- Підготовка переговірників  з відпрацьованням тактики дій під час проведення заходів із протидії терактам в умовах, максимально наближених до реальних.  Заняття в аудиторії становлять лише 20 %, решта – відпрацювання навиків. На курсах, окрім базових дисциплін, викладають психологію спілкування, особливу увагу приділяють вогневій підготовці й тактиці. До проведення занять залучають досвідчених фахівців Центру спеціальних операцій «А» СБУ та Антитерористичного центру при СБУ.
- Підвищення кваліфікації керівного складу  СБ України та підготовка резерву призначення  Вдосконалення теоретичних і практичних знань, умінь та навиків з управління службовою діяльністю відповідно до визначених завдань та функцій органів (підрозділів) СБУ.

Також Академія здійснює підготовку студентів за кошти фізичних та юридичних осіб за спеціальностями:
- "Право" (право інформаційної безпеки);
- "Національна безпека" (кіберзахист, забезпечення державної безпеки в інформаційній сфері), організація захисту інформації з обмеженим доступом;
- Національна безпека (кіберзахист, забезпечення державної безпеки в інформаційній сфері), кіберзахист інформаційних ресурсів.

## Підрозділи

### Навчально-науковий інститут інформаційної безпеки та стратегічних комунікацій НА СБ України
Навчально-науковий інститут інформаційної безпеки та стратегічних комунікацій — структурний підрозділ Національної академії Служби безпеки України, який здійснює підготовку фахівців для сфери інформаційної безпеки та охорони державної таємниці за кошти фізичних і юридичних осіб.
Історія становлення інституту
У процесі свого становлення та розвитку навчально-науковий підрозділ Національної академії СБ України пройшов п'ять основних етапів структурних перетворень:
1. Відділ проблем захисту державних секретів у складі Центру наукових досліджень НА СБ України (листопад 1999 року — березень 2001 року);
2. Факультет № 4 НА СБ України (березень 2001 року — жовтень 2003 року);
3. Інститут захисту інформації з обмеженим доступом НА СБ України (жовтень 2003 року — грудень 2009 року);
4. Навчально-науковий інститут інформаційної безпеки (грудень 2009 року — по вересень 2021 року);
5. Навчально-науковий інститут інформаційної безпеки та стратегічних комунікацій (вересень 2021 року — по т.ч.).

Першим керівником інституту був колишній ректор Національної академії СБ України доктор історичних наук, професор, заслужений діяч науки і техніки України генерал-лейтенант В. С. Сідак.
У 2004 році відбувся перший набір студентів, а 2008 році — перший випуск бакалаврів за спеціальністю «Організація захисту інформації з обмеженим доступом». У 2010 році в Інституті запроваджено напрям підготовки — «Управління інформаційною безпекою», а в 2015 році відкрито новий напрямок підготовки — «Правознавство (спеціалізація — інформаційна безпека)».

#### Напрямки підготовки
- Національна безпека (спеціалізація — забезпечення державної безпеки в інформаційній сфері (організація захисту інформації з обмеженим доступом);
- Кібербезпека (спеціалізація — управління інформаційною безпекою);
- Право (спеціалізація — забезпечення інформаційної безпеки).
- Підготовка за програмою офіцерів запасу (студенти мають можливість, на договірних засадах, навчатися у Національній академії СБ України за програмою підготовки офіцерів запасу за військово-обліковими спеціальностями «Організація психологічної боротьби», «Організація та ведення інформаційної боротьби», «Захист від інформаційно-психологічного впливу», «Організація та ведення інформаційної боротьби в кібернетичному просторі», «Захист інформації. Організація режиму секретності, секретного діловодства та архівна справа», по закінченню якої отримують військове звання «молодший лейтенант запасу»).

## Умови вступу до Академії
До участі в конкурсі для зарахування на перший курс Національної академії за програмою підготовки офіцерів допускаються особи, які відповідають вимогам проходження військової служби і професійного добору співробітника Служби безпеки України. Вік кандидатів на навчання повинен складати від 17 до 21 року (17 років обов'язково повинно виповнитися в рік зарахування на навчання), для військовослужбовців і військовозобов'язаних (які не мають офіцерських звань) від 18 до 23 років. Згідно із Законом України «Про державну таємницю», за згодою кандидата, який не є співробітником Служби безпеки України, проводиться відповідна перевірка щодо нього та його близьких родичів.

## Перепідготовка
Перепідготовка фахівців здійснюється очно, на базі вищої освіти за спеціальністю 7.160202, «Забезпечення державної безпеки», як зі знанням іноземної мови (термін навчання - 2 роки), так і з фахово-правовим спрямуванням (термін - 1 рік).
Для зарахування на навчання за програмою перепідготовки допускаються на конкурсній основі офіцери запасу та діючі офіцери Служби безпеки України віком не старші за 30 років включно.
Правилами прийому передбачається: відбір кандидатів на навчання до Національної академії Служби безпеки України проводити підрозділами кадрового забезпечення Центрального управління, регіональних органів, органів військової контррозвідки, навчальних закладів Служби безпеки України з громадян України. Усі охочі присвятити себе служінню Вітчизні, можуть звертатися з письмовою заявою за місцем проживання (навчання, строкової служби) в один із зазначених кадрових підрозділів.

## Ректори Академії СБУ
1. Сідак Володимир Степанович (1992—2003), генерал-лейтенант;
2. Картавцев Валерій Степанович (2003—2004) в. о.;
3. Тимошенко Володимир Андрійович (2004—2005[4]), генерал-лейтенант;
4. Мікулін Віктор Петрович (2005—2006) в. о.;
5. Мікулін Віктор Петрович (2006[5]—2009);
6. Скулиш Євген Деонізійович (2009[6]—2013), генерал-майор;
7. Мусієнко Іван Іванович (2013[7]—2014[8]), генерал-майор;
8. Мамченко Сергій Миколайович (2014[9]—2014), полковник, т. в. о.;
9. Мусієнко Іван Іванович (2014—2015[10]), генерал-майор, т. в. о.;
10. Кудінов Сергій Сергійович (2015 — 2021[11]), доктор юридичних наук, професор, генерал-майор;
11. Черняк Андрій Миколайович (з 2021 — до т.ч.)[12], доктор юридичних наук, полковник.